# Kačov
Kačov je malá vesnice, část obce Předměřice nad Jizerou v okrese Mladá Boleslav. Nachází se 1,5 kilometru severně od Předměřic. Vesnicí protéká Jizera. Kačov leží v katastrálním území Předměřice nad Jizerou o výměře 9,16 km².

## Historie
První písemná zmínka o vesnici pochází z roku 1844.